# Cetirizina
La cetirizina es un fármaco antihistamínico de segunda generación que no genera efectos a nivel de sistema nervioso central. Está indicado para aliviar los síntomas de enfermedades alérgicas como: rinitis alérgica estacional (incluyendo los síntomas oculares), rinitis alérgica perenne, urticaria crónica idiopática. 
Es un metabolito más hidrosoluble de la hidroxicina, con escasa actividad anticolinérgica. Tiene una vida media  prolongada que permite dosificación una vez al día.

## Historia
Es un antihistamínico de segunda generación, que fue introducido durante la década de 1980 y 1990. Presenta menos efectos adversos que los de primera generación y no está relacionado causalmente con muertes por sobredosis. Tiene mejoras en cuanto a su rápida acción (en minutos) para tratar rinitis alérgica y conjuntivitis alérgica. Los antihistamínicos de segunda generación son más eficaces y seguros en dosis altas (hasta 4 veces) en dosis orales.

## Descripción
Es un antihistamínico de segunda generación, que compite con la histamina por el receptor evitando los síntomas que causan la alergia, además de que tiene una muy buena respuesta frente a la urticaria a diferencia de los demás antihistamínicos. Es el metabolito activo de la hidroxicina.

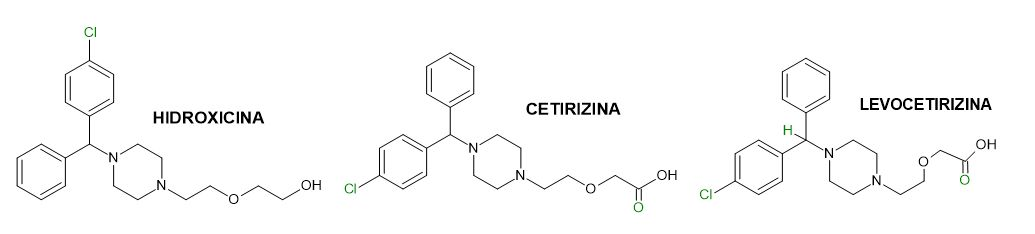
Comparación de las fórmulas de hidroxicina y sus derivados

## Farmacocinética

### Vías de administración
- Vía oral
- Vía intramuscular

### Absorción
Medicamento soluble en agua (ionizado), se diluye en los ácidos gástricos del estómago y pasa al intestino delgado donde se absorbe por las células epiteliales mediante procesos de transporte activo y transporte pasivo. Tiene un pH ácido de entre 4 a 6,(los valores varían dependiendo del excipiente utilizado). Biodisponibilidad muy alta, si es administrado por vía oral (70 a 85%).

### Distribución
El volumen de distribución es de 0,50 l/kg, (amplia capacidad de distribución por torrente sanguíneo después de ser absorbida). Unión a proteínas plasmáticas del 93± 0,3 %. La distribución en niños varía según la edad, el peso, desarrollo fisiológico, está entre 0.4 a 0.6 L/kg. En ancianos es menor que en adultos jóvenes, debido a los cambios fisiológicos asociados al envejecimiento, la disminución del flujo sanguíneo, función renal y hepática.

### Metabolismo y metabolitos
El metabolismo tiene lugar principalmente en el hígado mediante mecanismos de oxidación y conjugación. Se metaboliza principalmente por el sistema del citocromo P450 3A4 (CYP3A4). Durante este proceso, la cetirizina se transforma en un metabolito inactivo denominado cetirizina N-óxido.
Su vida media es  entre 12 a 24 horas. Su metabolismo es similar en niños y adultos. En lactantes y ancianos es menor debido a sus condiciones fisiológicas.

### Excreción
La mayor parte de la cetirizina se excreta intacta a través de la orina, se produce principalmente a través de la filtración renal, se excreta por procesos de transporte activo, lo que hace eficiente su eliminación. La vida media es amplia, por lo que tarda en eliminarse completamente, puede demorar hasta días.

## Farmacodinámica

### Mecanismo de Acción

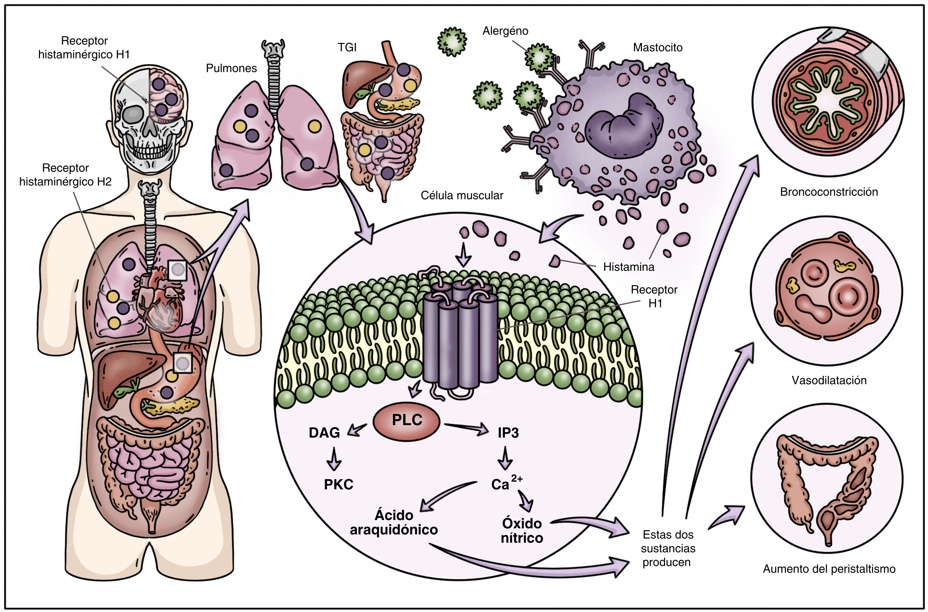
Figura 1.1 efectos de la histamina a nivel gastrointestinal y pulmonar.

Es el metabolito activo de la hidroxicina, antagonista los receptores H1, y una baja afinidad por los receptores de tipo muscarínicos, dopaminérgicos y serotoninérgicos en comparación con la hidroxicina. Al ser hidrosoluble, no atraviesa barrera hematoencefálica, y en dosis recomendadas no se asocia con efectos adversos relacionados con el Sistema Nervioso Central. La cetirizina actúa en los mastocitos, por lo que reduce la producción de prostaglandinas D2 la cual es un mediador en la broncoconstricción e inhibidor del factor de activación plaquetario y citotóxico.

### Efectos

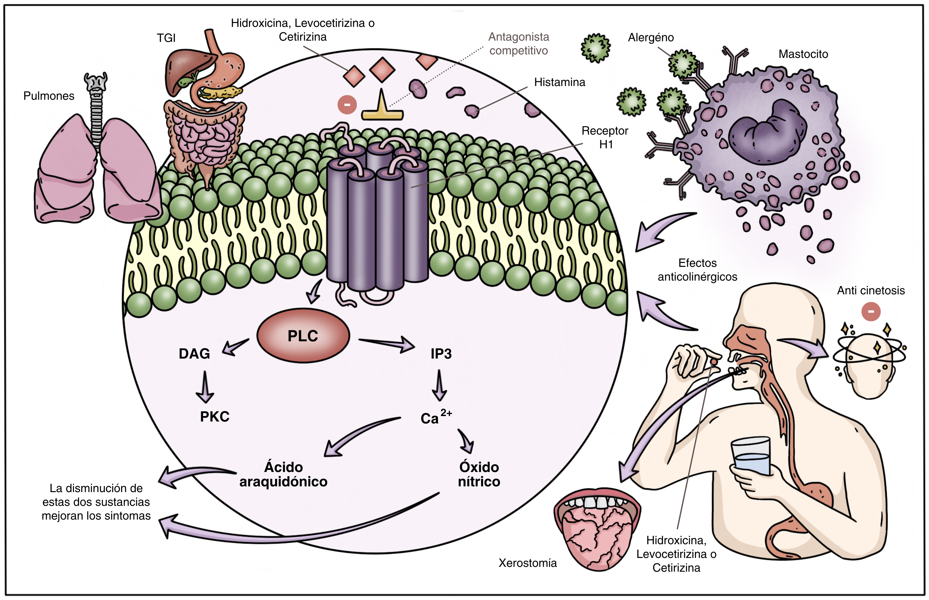
Figura 1.2 mecanismo de acción de hidroxicina y cetirizina en músculo liso de vías respiratorias y tracto gastrointestinal.

- Reducción de síntomas como el prurito, rinorrea y eritema.
- Efecto antiinflamatorio y modulatorio sobre el sistema inmune.
- Sistema nervioso central: (Somnolencia) A pesar de que no atraviesa la barrera hematoencefálica, puede tener una mínima acción sobre el SNC en dosis altas o en interacción con otros medicamentos.[11]

### Interacciones
| Fármacos que interaccionan con Cetirizina     | |
| Fármaco                                       | Resultados de la interacción |
| Sedantes o depresores del SNC                 | Farmacodinamia: Puede aumentar el efecto sedante de la cetirizina, causando somnolencia excesiva y disminución de la alerta.       |
| Inhibidores de CYP3A4 (Antibióticos y azoles) | Farmacodinamia: Puede aumentar los niveles de cetirizina en el cuerpo, aumentando el riesgo de efectos secundarios.                |
| Inductores de CYP3A4 (Barbituricos)           | Farmacocinética: Puede disminuir los niveles de cetirizina en el cuerpo, reduciendo su eficacia en el tratamiento de las alergias. |
| Alcohol                                       | Farmacodinamia: Puede aumentar el efecto sedante de la cetirizina, causando somnolencia excesiva y disminución de la alerta.       |
| Comida                                        | Farmacocinética: La absorción no se reduce con la comida, aunque sí la velocidad.                                                  |

### Efectos Adversos
| Reacciones adversas a Cetririzina                                 |                 | |
| Sistema implicado                                                 | Grupo CIOSM     | Tipo de reacción |
| Trastornos psiquiatricos                                          | Poco frecuentes | Agitación y confusión |
| Trastornos psiquiatricos                                          | Raros           | Desorientación y alucinaciones |
| Trastornos psiquiatricos                                          | Muy raros       | Agresión, depresión y tics |
| Trastornos Oculares                                               | Raros           | Visión borrosa |
| Trastornos Cardiacos                                              | Raros           | Paro cardiaco, fibrilación ventricular y taquicardia ventricular |
| Trastornos Cardiacos                                              | No conocida     | Arritmias ventriculares, prolongación de intervalo QT |
| Trastornos Vasculares                                             | Raros           | Hipotensión |
| Sistema Gastrointestinal                                          | Frecuentes      | Estreñimiento |
| Sistema Gastrointestinal                                          | Poco frecuentes | Náuseas |
| Sistema Gastrointestinal                                          | Raros           | Vómito |
| Sistema Gastrointestinal                                          | Muy raros       | Diarrea |
| Trastornos renales y urinarios                                    | Raros           | Retención urinaria |
| Trastornos generales y alteraciones en el lugar de administración | Raros           | Malestar, pirexia |
| Trastornos generales y alteraciones en el lugar de administración | No conocida     | Astenia, edema |
| Sistema inmunológico                                              | Raros           | Reacciones de hipersensibilidad |
| Sistema inmunológico                                              | Muy raros       | Shock anafiláctico |
| Trastornos respiratorios, torácicos y mediastínicos               | Muy raros       | Broncoespasmo |
| Trastornos hepatobiliares                                         | Raros           | Pruebas de la función hepática anormal |
| Trastornos hepatobiliares                                         | Muy raros       | Hepatitis |
| Trastornos de la Piel y tejido subcutáneo                         | Raros           | Prurito, eritema, erupción papular, urticaria, dermatitis |
| Trastornos de la Piel y tejido subcutáneo                         | Muy raros       | Angioedema, aumento de la sudoración, exantema fijo medicamentoso, pustulosis exantemática aguda generalizada (AGEP), eritema multiforme, síndrome de Stevens-Johnson |
| Trastornos renales y urinarios                                    | Raros           | Retención urinaria |
| Trastornos renales y urinarios                                    | Muy raros       | Disuria, enuresis |
| Trastornos generales y alteraciones en el lugar de administración | Raros           | Malestar, pirexia |

## Contraindicaciones
- Hipersensibilidad al principio activo,  a alguno de los excipientes, a hidroxicina o a cualquier derivado piperazínico.
- Pacientes con insuficiencia renal grave con un aclaramiento renal inferior a 10 ml/min.

### Precauciones
Pacientes pediátricos: Menores de un año pueden producir apnea del sueño; en recién nacidos y prematuros hay mayor susceptibilidad a los efectos anticolinérgicos estimulantes del SNC, con mayor riesgo de presentar convulsiones. Por los efectos sedantes que pueden afectar el desempeño escolar, los antihistamínicos no son recomendados en niños.
Pacientes geriátricos: tienen mayor riesgo de presentar mareo, sedación, confusión, hipotensión y reacciones paradójicas de excitación, así como efectos anticolinérgicos; los pacientes con deterioro de la función hepática son más susceptibles a presentar toxicidad.

### Sobredosis
Dosis tóxica: Niños y adultos: 0,75 mg/kg
Síntomas: Somnolencia severa, confusión, agitación, inquietud, boca seca, visión borrosa, dificultad para orinar, dolor abdominal, náuseas, emesis, ritmo cardíaco acelerado, arritmia y convulsiones.
Tratamiento: el lavado gástrico dentro de las primeras horas después de la ingestión y la administración de carbón activado para capturar el exceso de cetirizina del estómago.

### Presentaciones

#### Un solo medicamento
- Jarabe 100mg/100mL
- Gotas orales 10 mg/mL
- Tabletas 10mg

#### Combinados
- Cetirizina + acetaminofen + fenilefrina
- Cetirizina + acetaminofen + fenilefrina + cafeína
- Cetirizina + Ibuprofeno + fenilefrina

### Nombres comerciales
Nombres comerciales CETIRIZINA®, ALERGEX®, CETRINE®, CETIRRINOL®,CETIRAX®, ZOAR®, ACIDRINE®, ZERIDIL®.

## Uso veterinario
Es una antihistamínico útil en felinos y caninos para controlar la sintomatología de las alergias que causan principalmente comezón.